# Lista de museus dedicados aos afro-americanos

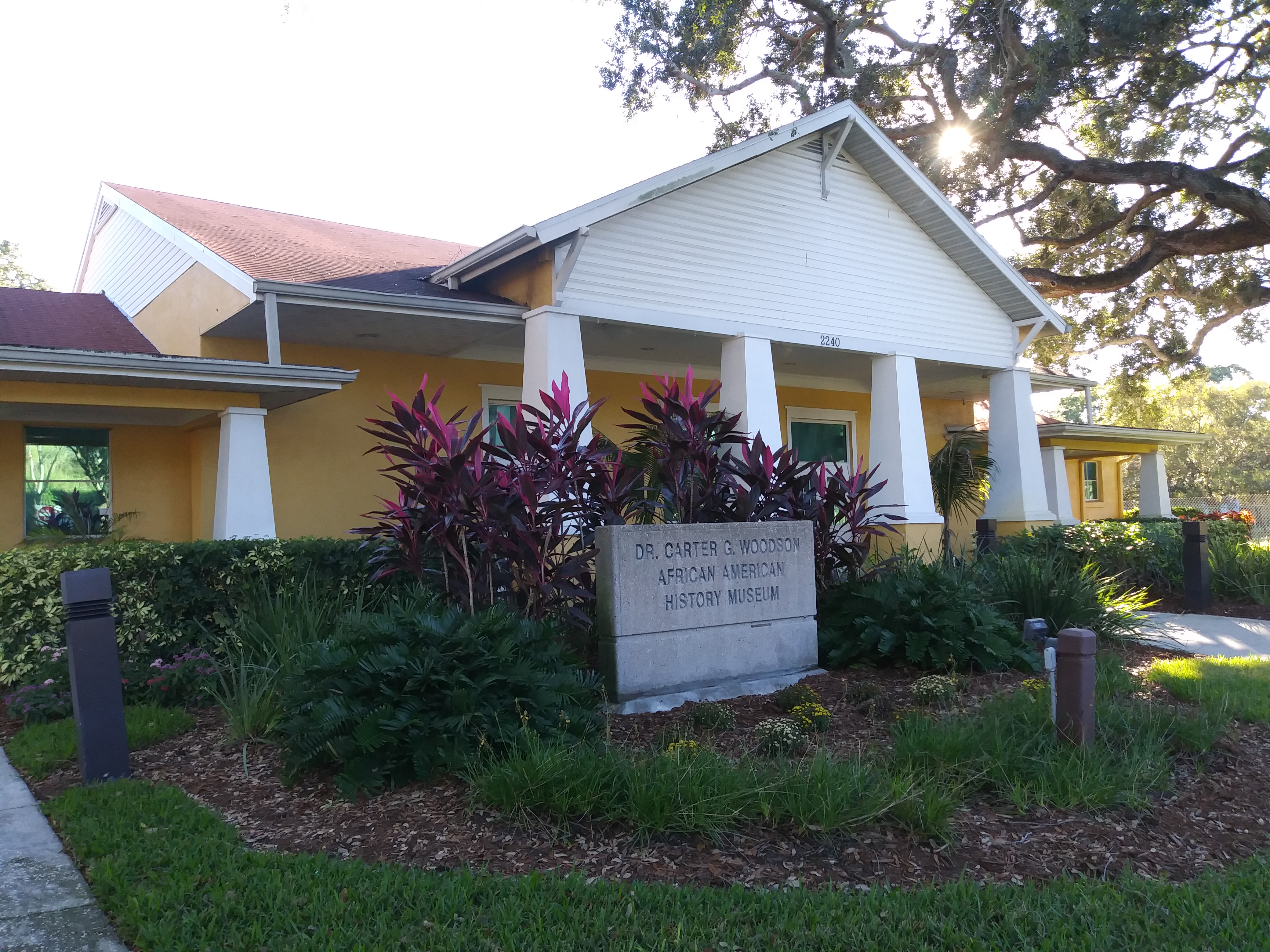
Vista frontal do Museu Afro-Americano Carter G. Woodson.

Esta é uma lista de museus dedicados aos afro-americanos, ou seja, museus nos Estados Unidos cujo foco principal é a cultura e a história afro-americanas. Esses museus são comumente conhecidos como museus afro-americanos. De acordo com o acadêmico Raymond Doswell, um museu afro-americano é “uma instituição estabelecida para a preservação da cultura derivada da África”.
Os museus afro-americanos compartilham esses objetivos com arquivos, grupos de genealogia, sociedades históricas e bibliotecas de pesquisa. Eles diferem dos arquivos, grupos de genealogia, sociedades históricas, memoriais e bibliotecas de pesquisa porque têm como objetivo educacional ou estético básico a coleta e exibição de objetos e exposições regulares para o público. O fato de estarem abertos ao público (não apenas a pesquisadores ou com hora marcada) e terem horários regulares diferencia os museus dos locais históricos ou de outras instalações que podem se autodenominar museus.

## História dos museus afro-americanos nos Estados Unidos

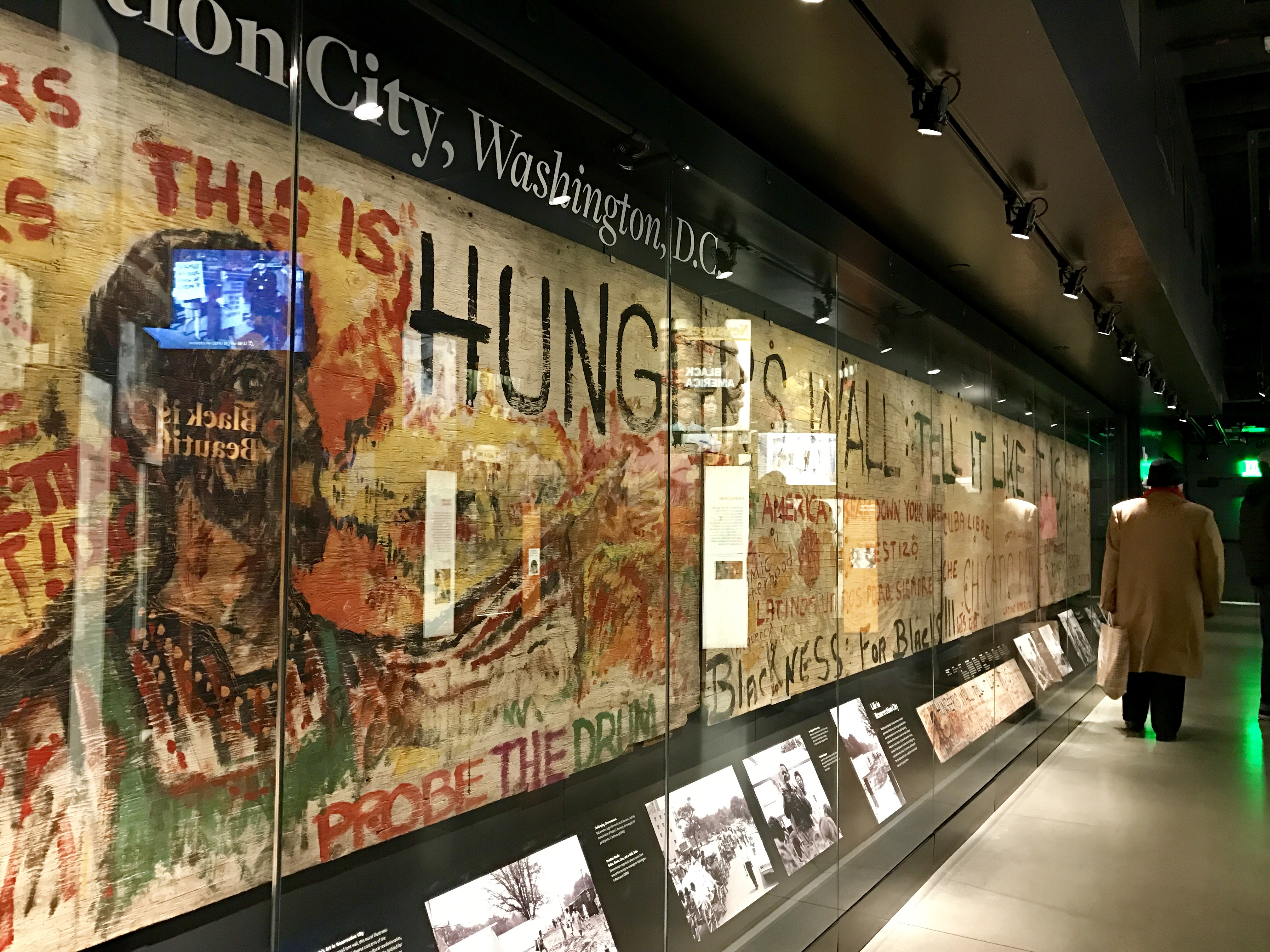
Uma exposição no Museu Nacional de História e Cultura Afro-Americana

O primeiro museu afro-americano foi o Museu College em Hampton, Virgínia, fundado em 1868. Antes de 1950, havia cerca de 30 museus dedicados à cultura e à história afro-americana nos Estados Unidos, localizados principalmente em faculdades e universidades historicamente negras ou em bibliotecas que tinham coleções significativas de cultura e história afro-americanas.
Importantes coleções foram desenvolvidas na Faculdade Bennett [pt] em Greensboro, Carolina do Norte; na  Universidade Fisk, em Nashville, Tennessee; na Universidade Howard, em Washington, D.C.; na Universidade Lincoln, no Condado de Chester, Pensilvânia; na Universidade Estadual Morgan [pt], em Baltimore, Maryland; na Faculdade Talladega [pt], em Talladega, Alabama; e na  Universidade Tuskegee, em Tuskegee, Alabama. Além disso, sociedades históricas locais, clubes de história e grupos de leitura em comunidades afro-americanas também coletaram e exibiram artefatos culturais afro-americanos.
Os primeiros museus afro-americanos independentes e sem fins lucrativos nos Estados Unidos foram o Museu Afro-Americano em Cleveland [en], Ohio (fundado em 1956), o Museu DuSable de História Afro-Americana em Chicago, Illinois (fundado em 1960) e o Museu Charles H. Wright de História Afro-Americana [en] em Detroit, Michigan (fundado em 1965). Ao longo da década de 1960, a energia do Movimento dos Direitos Civis dos EUA levou à fundação de vários museus afro-americanos locais. Entre 1868 e 1991, foram criados cerca de 150 museus afro-americanos em 37 estados.
Desde sua inauguração em 2016, o maior museu afro-americano dos Estados Unidos é o Museu Nacional de História e Cultura Afro-Americana do Instituto Smithsonian. O detentor do recorde anterior era o Museu Charles H. Wright de História Afro-Americana em Detroit, Michigan.

## Lista de museus
| Nome | Localização                                | Fundação | Referência                     | Imagem |
| --- | ------------------------------------------ | -------- | ------------------------------ | ------ |
| Museu Pullman Porter A. Philip Randolph (A. Philip Randolph Pullman Porter Museum)                                                                      | Chicago, Illinois                          | 1995     | [ 8 ]                          |        |
| The Africa Center | Manhattan, Nova Iorque                     | 1984     | [ nota 1 ] [ 9 ] [ 10 ] [ 11 ] |        |
| Museu Memorial da Guerra Civil Afro-Americana [en] (African American Civil War Memorial Museum)                                                         | Washington, D.C.                           | 1999     | [ 12 ]                         |        |
| Biblioteca de Pesquisa e Centro Cultural Afro-Americano [en] (African-American Research Library and Cultural Center)                                    | Fort Lauderdale, Flórida                   | 2002     | [ 13 ]                         |        |
| Museu Afro-Americano do Bombeiro [en] (African American Firefighter Museum)                                                                             | Los Angeles, Califórnia                    | 1997     | [ 14 ]                         |        |
| Museu de História Militar Afro-Americana [en] (African American Military History Museum)                                                                | Hattiesburg, Mississippi                   | 2000     | [ 15 ]                         |        |
| Museu Multicultural Afro-Americano (African American Multicultural Museum)                                                                              | Scottsdale, Arizona                        | 2005     | [ 16 ]                         |        |
| Museu Afro-Americano [en] (African American Museum) | Dallas, Texas                              | 1974     | [ 17 ] [ 18 ]                  |        |
| Museu e Biblioteca Afro-Americana em Oakland [en] (African American Museum and Library at Oakland)                                                      | Oakland, Califórnia                        | 1994     | [ 19 ]                         |        |
| Museu Afro-Americano em Cleveland [en] (The African American Museum in Cleveland)                                                                       | Cleveland, Ohio                            | 1956     | [ 20 ] [ 21 ]                  |        |
| Museu Afro-Americano da Filadélfia [en] (African American Museum in Philadelphia)                                                                       | Filadélfia, Pensilvânia                    | 1976     | [ 22 ] [ 23 ]                  |        |
| Museu Afro-Americano de Iowa [en] (African American Museum of Iowa)                                                                                     | Cedar Rapids, Iowa                         | 2003     | [ 24 ] [ 25 ]                  |        |
| Museu Afro-Americano do Condado de Nassau [en] (African American Museum of Nassau County)                                                               | Hempstead, Nova Iorque                     | 1970     | [ 26 ]                         |        |
| Museu Afro-Americano de Artes [en] (African American Museum of the Arts)                                                                                | DeLand, Flórida                            | 1994     | [ 27 ]                         |        |
| Museu Afro-Americano do Sul de Illinois (African American Museum of Southern Illinois)                                                                  | Carbondale, Illinois                       | 1997     | [ 28 ]                         |        |
| Museu da Sociedade Histórica e Cultural Afro-Americana [en] (Afro-American Historical and Cultural Society Museum)                                      | Jersey City, Nova Jérsei                   | 1984     | [ 29 ]                         |        |
| Centro de Pesquisa e Museu dos Arquivos Negros do Estado do Alabama (Alabama State Black Archives Research Center and Museum)                           | Huntsville, Alabama                        | 1990     | [ 30 ]                         |        |
| Museu de História Negra de Alexandria [en] (Alexandria Black History Museum)                                                                            | Alexandria, Virgínia                       | 1987     | [ 31 ] [ nota 2 ]              |        |
| Museu do Holocausto Negro dos Estados Unidos [en] (America's Black Holocaust Museum)                                                                    | Milwaukee, Wisconsin                       | 1988     | [ 32 ] [ 33 ]                  |        |
| Museu Comunitário de Anacostia [en] (Anacostia Community Museum)                                                                                        | Washington, D.C.                           | 1967     | [ 34 ] [ 35 ]                  |        |
| Museu Casa e Jardim Anne Spencer [en] (Anne Spencer House and Garden Museum)                                                                            | Lynchburg (Virgínia), Virgínia             | 1977     | [ 36 ]                         |        |
| Museu APEX [en] (APEX Museum) | Atlanta, Geórgia                           | 1978     | [ 37 ] [ 38 ]                  |        |
| Escola de Ensino Médio Armstead T. Johnson [en] (Armstead T. Johnson High School)                                                                       | Montross, Virgínia                         | 2000     | [ 39 ]                         |        |
| Museu Cultural Backstreet [en] (Backstreet Cultural Museum)                                                                                             | Nova Orleães, Luisiana                     | 1999     | [ 40 ]                         |        |
| Museu Banneker-Douglass-Tubman [en] (Banneker-Douglass-Tubman Museum)                                                                                   | Annapolis, Maryland                        | 1984     | [ 41 ] [ 42 ]                  |        |
| Parque e Museu Histórico Benjamin Banneker (Parque e Museu Histórico Benjamin Banneker)                                                                 | Oella (Maryland), Maryland                 | 1998     | [ 43 ]                         |        |
| Centro de Intercâmbio Cultural Beck [en] (Beck Cultural Exchange Center)                                                                                | Knoxville, Tennessee                       | 1975     | [ 44 ]                         |        |
| Museu Cultural Bertha Lee Strickland [en] (Bertha Lee Strickland Cultural Museum)                                                                       | Seneca, Carolina do Sul                    | 2015     | [ 45 ]                         |        |
| Instituto de Direitos Civis de Birmingham [en] (Birmingham Civil Rights Institute)                                                                      | Birmingham, Alabama                        | 1992     | [ 46 ]                         |        |
| Museu e Centro do Patrimônio Negro do Oeste Americano [en] (Black American West Museum and Heritage Center)                                             | Denver, Colorado                           | 1971     | [ 47 ]                         |        |
| Museu do Cowboy Negro [en] (Black Cowboy Museum) | Rosenberg, Texas                           | 2017     | [ 48 ]                         |        |
| Museu Móvel de História Negra 101 [en] (Black History 101 Mobile Museum)                                                                                | Detroit, Virginia                          | 1995     | [ 49 ]                         |        |
| Museu de História Negra e Centro Cultural da Virgínia [en] (Black History Museum and Cultural Center of Virginia)                                       | Richmond, Virginia                         | 1981     | [ 50 ] [ 51 ]                  |        |
| Museu Casa Blanchard [en] (Blanchard House Museum) | Punta Gorda, Flórida                       | 2004     | [ 52 ]                         |        |
| Museu Afro-Americano Bontemps [en] (Bontemps African American Museum)                                                                                   | Alexandria, Luisiana                       | 1988     | [ 53 ] [ 54 ]                  |        |
| Museu Afro-Americano de Brazos Valley [en] (Brazos Valley African American Museum)                                                                      | Bryan, Texas                               | 2006     | [ 55 ]                         |        |
| Museu das Crianças de Bronzeville [en] (Bronzeville Children's Museum)                                                                                  | Chicago, Illinois                          | 1998     | [ 56 ]                         |        |
| Museu Nacional dos Soldados de Búfalo (Buffalo Soldiers National Museum)                                                                                | Houston, Texas                             | 2000     | [ 57 ]                         |        |
| Museu Afro-Americano da Califórnia [en] (California African American Museum)                                                                            | Los Angeles, Califórnia                    | 1981     | [ 58 ] [ 59 ]                  |        |
| Museu Charles H. Wright de História Afro-Americana [en] (Charles H. Wright Museum of African American History)                                          | Detroit, Michigan                          | 1965     | [ 60 ] [ 61 ]                  |        |
| Instituto Memorial Palmer [en] (Palmer Memorial Institute)                                                                                              | Sedalia, Carolina do Norte                 | 1987     | [ 62 ]                         |        |
| Museu Afro-Americano da Área de Clemson [en] (Clemson Area African American Museum)                                                                     | Clemson, Carolina do Sul                   | 2010     | [ 63 ]                         |        |
| Museu Crispus Attucks [en] (Crispus Attucks Museum) | Indianápolis, Indiana                      | 1998     | [ 64 ]                         |        |
| Centro Cultural Delta [en] (Delta Cultural Center) | Helena, Arkansas                           | 1991     | [ 65 ]                         |        |
| Destination Crenshaw [en] | Los Angeles, Califórnia                    | 2019     | [ 66 ]                         |        |
| Academia Dorchester [en] (Dorchester Academy) | Midway, Geórgia                            | 2004     | [ 67 ]                         |        |
| Museu Afro-Americano Woodson da Flórida [en] (Woodson African American Museum of Florida)                                                               | São Petersburgo, Flórida                   | 2006     | [ 68 ]                         |        |
| Museu DuSable de História Afro-Americana (DuSable Museum of African American History)                                                                   | Chicago, Illinois                          | 1960     | [ 69 ] [ 70 ]                  |        |
| Centro e Museu Eddie Mae Herron [en] (Eddie Mae Herron Center and Museum)                                                                               | Pocahontas, Arkansas                       | 2001     | [ 71 ]                         |        |
| Museu Educacional Ely [en] (Ely Educational Museum) | Pompano Beach, Flórida                     | 2000     | [ 72 ]                         |        |
| Museu Afro-Americano de Evansville [en] (Evansville African American Museum)                                                                            | Evansville, Indiana                        | 2007     | [ 73 ]                         |        |
| Museu Afro-Americano Finding Our Roots [en] (Finding Our Roots African American Museum)                                                                 | Houma, Luisiana                            | 2017     | [ 74 ]                         |        |
| Sítio Histórico Nacional Frederick Douglass [en] (Frederick Douglass National Historic Site)                                                            | Washington, D.C.                           | 1962     | [ 75 ]                         |        |
| Museu Casa da Liberdade [en] (Freedom House Museum) | Alexandria, Virgínia                       | 2008     | [ 76 ]                         |        |
| Museu Freedom Rides [en] (Freedom Rides Museum) | Montgomery, Alabama                        | 1962     | [ 77 ]                         |        |
| Museu George Washington Carver [en] (The George Washington Carver Museum)                                                                               | Tuskegee, Alabama                          | 1941     | [ 78 ]                         |        |
| Escola de Ensino Médio Carver [en] (Carver High School)                                                                                                 | Phoenix, Arizona                           | 1980     |                                |        |
| Museu e Centro Cultural George Washington Carver [en] (George Washington Carver Museum and Cultural Center)                                             | Austin, Texas                              | 1980     | [ 79 ]                         |        |
| Monumento Nacional George Washington Carver [en] (George Washington Carver National Monument)                                                           | Condado de Newton, Missouri                | 1960     | [ 80 ]                         |        |
| Museu Nacional de Cera dos Grandes Negros [en] (National Great Blacks In Wax Museum)                                                                    | Baltimore, Maryland                        | 1983     | [ nota 3 ] [ 81 ]              |        |
| Museu de História Negra das Grandes Planícies [en] (Great Plains Black History Museum)                                                                  | Omaha, Nebraska                            | 1975     | [ 82 ]                         |        |
| Museu Griot de História Negra [en] (The Griot Museum of Black History)                                                                                  | St. Louis, Missouri                        | 1997     | [ 83 ]                         |        |
| Museu Casa Hammonds [en] (Hammonds House Museum) | Atlanta, Geórgia                           | 1988     | [ 84 ]                         |        |
| Museu da Universidade de Hampton [en] (Hampton University Museum)                                                                                       | Hampton, Virgínia                          | 1988     | [ 85 ]                         |        |
| Museu Harriet Tubman [en] (Harriet Tubman Museum) | Cape May, Nova Jérsei                      | 2020     | [ 86 ]                         |        |
| Centro de Visitantes da Ferrovia Subterrânea Harriet Tubman [en] (Harriet Tubman Underground Railroad Visitor Center)                                   | Church Creek, Maryland                     | 2017     | [ 87 ]                         |        |
| Centro Harvey B. Gantt [en] (Harvey B. Gantt Center) | Charlotte, Carolina do Norte               | 1974     | [ 88 ]                         |        |
| Prédio da biblioteca e do laboratório - Instituto Henderson [en] (Library and Laboratory Building-Henderson Institute)                                  | Henderson, Carolina do Norte               | 1986     | [ 89 ]                         |        |
| Museu Metropolitan Hotel [en] (Hotel Metropolitan Museum)                                                                                               | Paducah, Kentucky                          |          | [ 90 ]                         |        |
| Centro de Cultura Afro-Americana do Condado de Howard [en] (Howard County Center of African American Culture)                                           | Columbia, Maryland                         | 1987     | [ 91 ]                         |        |
| Museu de História Negra de Idaho [en] (Idaho Black History Museum)                                                                                      | Boise, Idaho                               | 1995     | [ 92 ]                         |        |
| Museu Internacional Afro-Americano [en] (International African American Museum)                                                                         | Charleston, Carolina do Norte              | 2023     | [ 93 ] [ 94 ]                  |        |
| Centro e Museu Internacional de Direitos Civis [en] (International Civil Rights Center and Museum)                                                      | Greensboro, Carolina do Norte              | 2010     | [ 95 ]                         |        |
| Museu Jim Crow de recordações racistas [en] (Jim Crow Museum of Racist Memorabilia)                                                                     | Big Rapids, Michigan                       | 1996     | [ 96 ] [ 97 ]                  |        |
| Casa John Johnson [en] (John Johnson House) | Filadélfia, Pensilvânia                    | 1997     | [ 98 ]                         |        |
| Centro Cultural Afro-Americano John E. Rogers (John E. Rogers African American Cultural Center)                                                         | Hartford, Connecticut                      | 1991     | [ 99 ]                         |        |
| Casa de John Gilmore Riley [en] (John Gilmore Riley House)                                                                                              | Tallahassee, Flórida                       | 1996     | [ 100 ]                        |        |
| Escola Municipal de Josephine [en] (Josephine City School)                                                                                              | Berryville, Virgínia                       | 2003     | [ 101 ]                        |        |
| Museu Afro-Americano do Kansas [en] (Kansas African-American Museum)                                                                                    | Wichita, Kansas                            | 1997     | [ 102 ]                        |        |
| Museu Afro-Americano L.E. Coleman (L.E. Coleman African-American Museum)                                                                                | Condado de Halifax, Virgínia               | 2005     | [ 103 ]                        |        |
| Museu LaVilla [en] (LaVilla Museum) | Jacksonville, Flórida                      | 1999     | [ 104 ]                        |        |
| Museu do Legado [en] (The Legacy Museum) | Montgomery, Alabama                        | 2018     | [ 105 ]                        |        |
| Museu Legado da História Afro-Americana [en] (Legacy Museum of African American History)                                                                | Lynchburg, Virgínia                        | 2000     | [ 106 ]                        |        |
| Casa de Lewis H. Latimer [en] (Lewis H. Latimer House)                                                                                                  | Nova Iorque, Nova Iorque                   | 2004     | [ 107 ]                        |        |
| Museu e Centro Cultural de Lincolnville [en] (Lincolnville Museum and Cultural Center)                                                                  | Saint Augustine, Flórida                   | 2005     | [ 108 ]                        |        |
| Museu Mariposa e Centro Cultural Mundial (Mariposa Museum & World Cultural Center)                                                                      | Peterborough, Nova Hampshire               | 2002     | [ 109 ]                        |        |
| Casa de Louis Armstrong [en] (Louis Armstrong House) | Nova Iorque, Nova Iorque                   | 2003     | [ 110 ]                        |        |
| Museu Mariposa em Oak Bluffs (Mariposa Museum in Oak Bluffs)                                                                                            | Oak Bluffs, Massachusetts                  | 2019     | [ 109 ]                        |        |
| Sítio Histórico Nacional Martin Luther King, Jr. (Martin Luther King, Jr., National Historic Site)                                                      | Atlanta, Geórgia                           | 1996     | [ nota 4 ] [ 111 ]             |        |
| Sítio Histórico Nacional da Casa do Conselho Mary McLeod Bethune [en] (Mary McLeod Bethune Council House National Historic Site)                        | Washington, D.C.                           | 1979     | [ 112 ]                        |        |
| Casa de Mary McLeod Bethune [en] (Mary McLeod Bethune Home)                                                                                             | Daytona Beach, Flórida                     | 1956     | [ 113 ] [ 114 ]                |        |
| Missão Católica de Cor de Santa Rita [en] (St. Rita's Colored Catholic Mission)                                                                         | New Smyrna Beach, Flórida                  | 1999     | [ 115 ]                        |        |
| Biblioteca e Museu Mayme A. Clayton (Mayme A. Clayton Library and Museum)                                                                               | Culver City, Califórnia                    | 2010     | [ 116 ]                        |        |
| Casa McLemore [en] (McLemore House) | Franklin, Tennessee                        | 2002     | [ 117 ]                        |        |
| Museu dos Direitos Civis do Mississippi [en] (Mississippi Civil Rights Museum)                                                                          | Jackson, Mississippi                       | 2017     | [ 118 ] [ 119 ]                |        |
| Museu de Artes Contemporâneas da Diáspora Africana [en] (Museum of Contemporary African Diasporan Arts)                                                 | Nova Iorque, Nova Iorque                   | 1999     | [ 120 ]                        |        |
| Centro Cultural Mosaico dos Templários [en] (Mosaic Templars Cultural Center)                                                                           | Little Rock, Arkansas                      | 2008     | [ 121 ]                        |        |
| Centro Muhammad Ali [en] (Muhammad Ali Center) | Louisville, Kentucky                       | 2005     | [ 122 ]                        |        |
| Escola Abiel Smith [en] e Casa de Reunião Africana [en] (Abiel Smith School and African Meeting House)                                                  | Boston, Massachusetts                      | 1964     | [ 123 ]                        |        |
| Museu da Diáspora Africana [en] (Museum of the African Diaspora)                                                                                        | São Francisco, Califórnia                  | 2005     | [ 124 ]                        |        |
| Casa do Rev. J. Edward Nash Sr. [en] (Rev. J. Edward Nash Sr. House)                                                                                    | Buffalo, Nova Iorque                       | 2003     | [ 125 ]                        |        |
| Museu de História e Cultura Afro-Americana de Natchez [en] (Natchez Museum of African American History and Culture)                                     | Natchez, Mississippi                       | 1991     | [ 126 ]                        |        |
| Centro Cultural da Avenida Histórica [en] (Historic Avenue Cultural Center)                                                                             | Mobile, Alabama                            | 1992     | [ 127 ]                        |        |
| Museu Nacional Afro-Americano e Centro Cultural [en] (National Afro-American Museum and Cultural Center)                                                | Wilberforce, Ohio                          | 1987     | [ 128 ]                        |        |
| Centro Nacional de Direitos Civis e Humanos [en] (National Center for Civil and Human Rights)                                                           | Atlanta, Geórgia                           | 2014     | [ 119 ]                        |        |
| Centro Nacional de Artistas Afro-Americanos [en] (National Center of Afro-American Artists)                                                             | Boston, Massachusetts                      | 1969     | [ 129 ]                        |        |
| Museu Nacional dos Direitos Civis (Museu Nacional dos Direitos Civis)                                                                                   | Memphis, Tennessee                         | 1991     | [ 130 ]                        |        |
| Museu Nacional de História e Cultura Afro-Americana (National Museum of African American History and Culture)                                           | Washington, D.C.                           | 2016     | [ 131 ]                        |        |
| Museu Nacional de Música Afro-Americana [en] (National Museum of African American Music)                                                                | Nashville, Tennessee                       | 2013     | [ nota 5 ] [ 132 ]             |        |
| Centro Nacional de Liberdade da Underground Railroad [en] (National Underground Railroad Freedom Center)                                                | Cincinnati, Ohio                           | 2004     | [ 133 ]                        |        |
| Museu Nacional do Direito ao Voto [en] (National Voting Rights Museum)                                                                                  | Selma, Alabama                             | 1991     | [ 134 ]                        |        |
| Museu das Ligas Negras de Beisebol [en] (Negro Leagues Baseball Museum)                                                                                 | Kansas City, Missouri                      | 1990     | [ 135 ]                        |        |
| Museu da Liga Sulista Negra (Negro Southern League Museum)                                                                                              | Birmingham, Alabama                        | 2014     | [ 136 ]                        |        |
| Museu Afro-Americano de Nova Orleans (New Orleans African American Museum)                                                                              | Nova Orleães, Luisiana                     | 1988     | [ 137 ]                        |        |
| Casa de Joseph Thomas Newsome [en] (J. Thomas Newsome House)                                                                                            | Newport News, Virgínia                     | 1991     | [ 138 ]                        |        |
| Centro do Patrimônio da Underground Railroad de Niagara Falls [en] (Niagara Falls Underground Railroad Heritage Center)                                 | Niagara Falls, Nova Iorque                 | 2018     | [ 139 ]                        |        |
| Museu do Patrimônio Afro-Americano do Delta do Nordeste da Louisiana (Northeast Louisiana Delta African American Heritage Museum)                       | Monroe, Luisiana                           | 1994     | [ 140 ]                        |        |
| Museu Afro-Americano do Noroeste [en] (Northwest African American Museum)                                                                               | Seattle, Washington                        | 2008     | [ 141 ]                        |        |
| Museu Afro-Americano de Baton Rouge [en] (Odell S. Williams Now And Then African-American Museum)                                                       | Baton Rouge, Luisiana                      | 2001     | [ 142 ]                        |        |
| Antiga escola de ensino médio de Dillard [en] (Old Dillard High School)                                                                                 | Fort Lauderdale, Flórida                   | 1995     | [ 143 ]                        |        |
| Museu de Ensino Afrocentrado Omenala Griot (Omenala Griot Afrocentric Teaching Museum)                                                                  | Atlanta, Geórgia                           | 1992     | [ 144 ]                        |        |
| Museu de Cera e Fatos Negros de Oran Z (Oran Z's Black Facts and Wax Museum)                                                                            | Los Angeles, Califórnia                    | 2000     | [ 145 ]                        |        |
| Coleção Paul R. Jones de Arte Afro-Americana (Paul R. Jones Collection of African American Art)                                                         | Newark, Delaware                           | 2004     | [ 146 ]                        |        |
| Museu de Bonecas da Filadélfia [en] (Philadelphia Doll Museum)                                                                                          | Filadélfia, Pensilvânia                    | 1988     | [ 147 ]                        |        |
| Museu e Centro Cultural Poindexter Village [en] (Poindexter Village Museum and Cultural Center)                                                         | Columbus, Ohio                             |          | [ 148 ]                        |        |
| Museu da Casa do Papa [en] (Pope House Museum) | Raleigh, Carolina do Norte                 | 2011     | [ 149 ]                        |        |
| Biblioteca Comunitária de Portsmouth [en] (Portsmouth Community Library)                                                                                | Portsmouth, Virgínia                       | 2013     | [ 150 ]                        |        |
| Museu Afro-Americano e Centro Cultural Prince George's (Prince George's African American Museum and Cultural Center)                                    | North Brentwood, Maryland                  | 2010     | [ 151 ]                        |        |
| Museu dos Direitos Civis Ralph Mark Gilbert [en] (Ralph Mark Gilbert Civil Rights Museum)                                                               | Savannah, Geórgia                          | 1996     | [ 152 ]                        |        |
| Museu Reginald F. Lewis de História e Cultura Afro-Americana de Maryland [en] (Reginald F. Lewis Museum of Maryland African American History & Culture) | Baltimore, Maryland                        | 2005     | [ 153 ] [ 154 ]                |        |
| Museu Afro-Americano de River Road [en] (River Road African American Museum)                                                                            | Donaldsonville, Luisiana                   | 1994     | [ 155 ]                        |        |
| Museu Rosa Parks (Rosa Parks Museum) | Montgomery, Alabama                        | 2000     | [ 156 ]                        |        |
| Museu Rural Afro-Americano [en] (Luisiana) | Opelousas, Alabama                         | 2018     | [ 157 ]                        |        |
| Museu Histórico de Sandy Ground [en] (Sandy Ground Historical Museum)                                                                                   | Nova Iorque, Nova Iorque                   | 1994     | [ 158 ]                        |        |
| Sítio Histórico Estadual Scott Joplin House [en] (Scott Joplin House State Historic Site)                                                               | St. Louis, Missouri                        | 1983     | [ 159 ]                        |        |
| Museu e Centro Cultural Scottsboro Boys [en] (Scottsboro Boys Museum and Cultural Center)                                                               | Scottsboro, Alabama                        | 2010     | [ 160 ]                        |        |
| Museu da Ferrovia Subterrânea Slave Haven [en] (Slave Haven Underground Railroad Museum)                                                                | Memphis, Tennessee                         | 1997     | [ 161 ]                        |        |
| Museu do Antigo Mercado de Escravos [en] (Slave Mart Museum)                                                                                            | Charleston, Carolina do Sul                | 1938     | [ 162 ]                        |        |
| Museu e Centro Cultural Smith-Robertson (Smith-Robertson Museum and Cultural Center)                                                                    | Jackson, Mississippi                       | 1984     | [ 163 ]                        |        |
| Centro e Museu Regional de Pesquisa dos Arquivos Negros do Sudeste [en] (Southeastern Regional Black Archives Research Center and Museum)               | Tallahassee, Flórida                       | 1976     | [ 164 ]                        |        |
| Museu do Patrimônio Cultural de Spady [en] (Spady Cultural Heritage Museum)                                                                             | Delray Beach, Flórida                      | 2001     | [ 165 ]                        |        |
| Museu de Belas Artes da Faculdade Spelman [en] (Spelman College Museum of Fine Art)                                                                     | Atlanta, Geórgia                           | 1996     | [ 166 ]                        |        |
| Museu de História Afro-Americana de Springfield e do Centro de Illinois [en] (Springfield and Central Illinois African-American History Museum)         | Springfield, Illinois                      | 2012     | [ 167 ]                        |        |
| Museu Studio no Harlem [en] (Studio Museum in Harlem)                                                                                                   | Nova Iorque, Nova Iorque                   | 1968     | [ 168 ]                        |        |
| Escola Pública de Ensino Fundamental Price [en] (Price Public Elementary School)                                                                        | Rogersville, Tennessee                     | 2008     | [ 169 ]                        |        |
| Museu do Patrimônio Afro-Americano de Tangipahoa [en] (Tangipahoa African American Heritage Museum)                                                     | Hammond, Luisiana                          | 2007     | [ 170 ]                        |        |
| Casa de Lewis e Lucretia Taylor [en] (Lewis and Lucretia Taylor House)                                                                                  | Tallahassee, Flórida                       | 2011     | [ 171 ]                        |        |
| Museu Tubman [en] (Tubman Museum) | Macon, Geórgia                             | 1981     | [ 172 ]                        |        |
| Sítio Histórico Nacional de Tuskegee Airmen [en] (Tuskegee Airmen National Historic Site)                                                               | Tuskegee, Alabama                          | 2008     | [ 173 ]                        |        |
| Museu Nacional Tuskegee Airmen (Tuskegee Airmen National Museum)                                                                                        | Detroit, Michigan                          | 1987     | [ 174 ]                        |        |
| Museu da Underground Railroad na Mansão Belmont (Underground Railroad Museum at Belmont Mansion)                                                        | Filadélfia, Pensilvânia                    | 2007     | [ 175 ]                        |        |
| Centro de Patrimônio de Weeksville [en] (Weeksville Heritage Center)                                                                                    | Nova Iorque, Nova Iorque                   | 2005     | [ 176 ]                        |        |
| Hotel Wells' Built [en] (Wells' Built Hotel) | Orlando, Flórida                           | 2001     | [ 177 ]                        |        |
| Distrito histórico da Whitney Plantation [en] (Whitney Plantation Historic District)                                                                    | Paróquia de St. John the Baptist, Luisiana | 2014     | [ 178 ] [ 179 ]                |        |
| Museu de Transmissão Willam V. Banks [en] (Willam V. Banks Broadcast Museum)                                                                            | Detroit, Michigan                          | 2017     | [ 180 ]                        |        |
| Museu do Patrimônio da União de Zião (Zion Union Heritage Museum)                                                                                       | Hyannis, Massachusetts                     | 2008     | [ 181 ]                        |        |
| Museu de Belas Artes Zora Neale Hurston [en] (Zora Neale Hurston Museum of Fine Arts)                                                                   | Eatonville, Flórida                        | 2017     | [ 182 ]                        |        |
| Museu e Galeria do Patrimônio Afro-Americano de Minnesota [en] (Minnesota African American Heritage Museum and Gallery)                                 | Minneapolis, Minnesota                     | 2018     | [ 183 ]                        |        |
| Museu Seek [en] (Seek Museum) | Russellville, Arkansas                     | 2016     | [ 184 ]                        |        |